# Edwina Mountbatten
Edwina Mountbatten (nascida Edwina Cyntia Annette Ashley Mountbatten; Broadlands, 28 de novembro de 1901 - Kota Kinabalu, 21 de fevereiro de 1960) foi uma herdeira inglesa, socialite e esposa de Louis Mountbatten. Foi a última vice-rainha da Índia. Ela era filha primogênita de Wilfred William Ashley e de Amalia Mary Maud Cassel. Com seu marido, teve duas filhas: Patricia e Pamela.

## Linhagem e riqueza

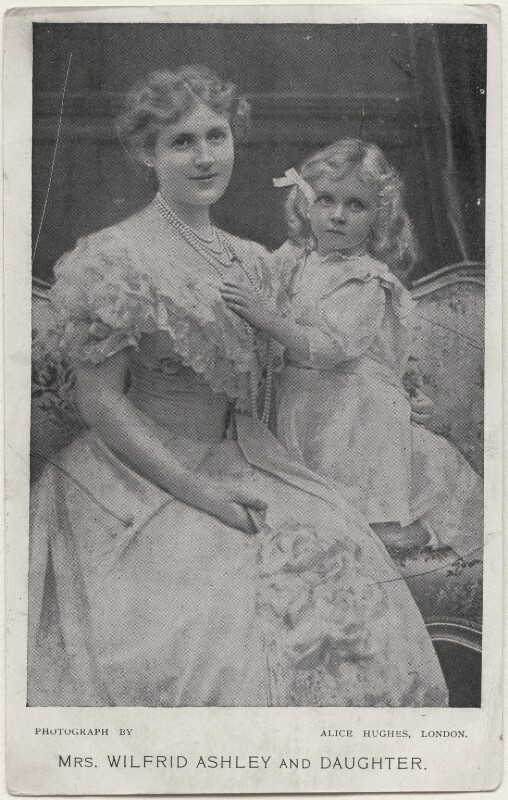
Edwina com a mãe, c. 1907

Edwina Ashley nasceu Edwina Cynthia Annette Ashley em 1901, sendo a filha mais velha de Wilfred William Asley, mais tarde tornado no primeiro Barão Mount Temple, que era um membro conservador do parlamento.
Pelo lado paterno, ela descendia dos condes de Shaftesbury que tinham sido nomeados barões em 1661. Era uma bisneta do 7º Conde de Shaftesbury, um reformista, através do seu filho mais novo, Evelyn Melbourne Ashley (1836 – 1907) e a sua esposa, Sybella Farquhar (m. 1886), uma neta do 6º Duque de Beaufort. Deste pequeno ramo dos Ashley-Cooper viriam como herança a propriedade de Broadlands e o Castelo Classiebawn em Sligo, Irlanda.
A mãe de Edwina Ashley era Amalia Mary Maud Cassel (1879 – 1911), filha do magnata internacional Ernest Cassel, amigo e financiador privado do futuro rei Eduardo VII. Cassel era um dos homens mais ricos e poderosos da Europa. Perdeu a sua mulher Anette Maxwell por quem se tinha convertido do judaísmo para o catolicismo. Perdeu também a sua única filha, Amalia, deixando então toda a sua fortuna à neta mais velha, Edwina.
Após o segundo casamento do seu pai com Molly Forbes-Sempill, Edwina foi enviada para longe de casa, passando grande parte da sua infância e adolescência em escolas privadas. Primeiro The Links em Eastbourne, depois Alde House em Suffolk onde nunca se deu bem. O seu avô, Ernest, resolveu o problema doméstico convidando a neta para viver com ele e, mais tarde, tornando-a na anfitriã da sua residência londrina, Brooke House. Depois ela passou a fazer o mesmo nas suas outras mansões, Moulton Paddocks e Branksome Dean que fariam parte da sua herança Cassel.

## Casamento com Mountbatten

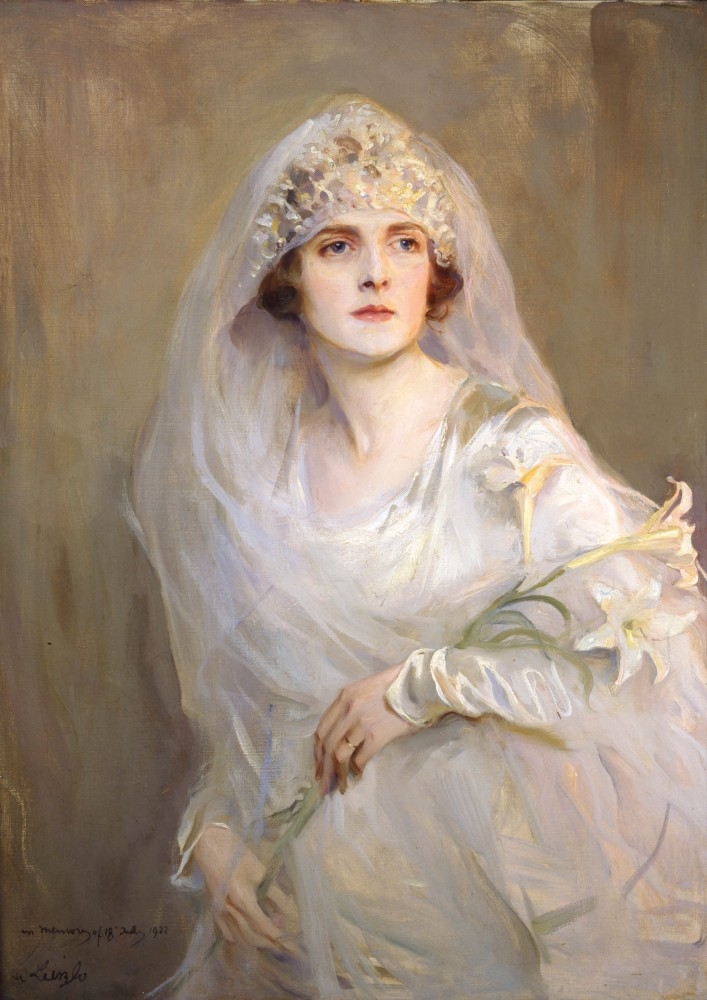
Retrato de Edwina como noiva, por Philip de László, 1924

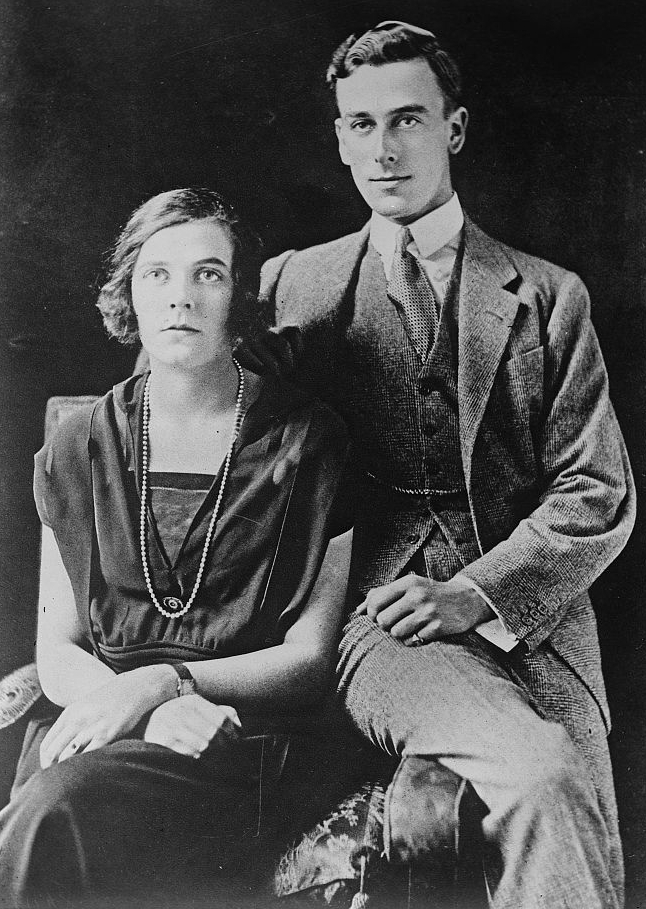
Edwina com o marido, Louis

Na altura em que Louis Mountbatten a conheceu em 1920, ela era já um membro conhecido da sociedade londrina. O seu avô tinha morrido em 1921, deixando-lhe dois milhões de libras (equivalente a £90.7 milhões em 2020), as suas propriedades de Broadlands, Hampshire e a sua casa palaciana de Londres, Brook House. Na altura, a pensão do seu futuro marido era de 610 libras por ano (equivalente a £27,668 mil em 2020). Ashley e Mountbatten casaram-se no dia 18 de julho de 1922 em St. Margaret's, Westminster. A família real esteve presente em peso e o então Príncipe de Gales (o futuro rei Eduardo VIII) foi padrinho de casamento.
Edwina vivia uma vida extravagante e privilegiada, quase totalmente dedicada à busca pelo prazer. Foi esse o seu objectivo quando em meados dos anos 30 empreendeu uma viagem em alto mar que se prolongou por um período extenso durante o qual ninguém tinha a certeza do seu paradeiro: A Publishers Weekly resume a biografia de Janet Morgan sobre Lady Mountbatten da seguinte forma: Edwina Ashley casou-se com Lord Louis (Dickie) Mountbatten em 1922 aos 20 anos de idade, depois embarcou em duas décadas de frivolidade. Não se satisfazendo com duas filhas bem-comportadas e um 'rapaz entusiasmado' para marido, ela refugiou-se em amantes e espalhou escândalos. Contudo, com o rebentar da Segunda Guerra Mundial, ela adquiriu um novo propósito para a sua vida e passou a dedicar muita da sua considerável inteligência e energia ao serviço dos outros. É especialmente recordada pelo seu serviço no período pós-partição da Índia e do Paquistão, quando era vice-rainha da Índia após a separação do Paquistão como resultado do movimento liderado por Muhammad Ali Jinnah.
Lord e Lady Mountbatten foram os últimos vice-reis da Índia pré-partidária após o governo britânico lhe ter entregado pleno poder para organizar a independência da Índia britânica. Louis Mountbatten foi governador geral após a separação, por um breve período, mas o cargo foi extinto em 1950 quando a ligação com a monarquia se desfez.
Os Mountbatten tiveram duas filhas. São elas:
| Nome                | Nascimento              | Morte               | Observações                                                                  |
| ------------------- | ----------------------- | ------------------- | ---------------------------------------------------------------------------- |
| Patricia Knatchbull | 14 de fevereiro de 1924 | 13 de junho de 2017 | Casou-se com John Knatchbull, 7.º Barão Brabourne em 1946, com descendência. |
| Pamela Hicks        | 19 de abril de 1929     |                     | Casou-se com David Nightingale Hicks em 1960, com descendência.              |